# Microcharon tantalus
Microcharon tantalus är en kräftdjursart som beskrevs av Yakov Avadievich Birstein och Ljovuschkin 1965. Microcharon tantalus ingår i släktet Microcharon och familjen Microparasellidae. Inga underarter finns listade i Catalogue of Life.